# Mont-l’Étroit
Mont-l’Étroit – miejscowość i gmina we Francji, w regionie Grand Est, w departamencie Meurthe i Mozela.
Według danych na rok 1990 gminę zamieszkiwało 57 osób, a gęstość zaludnienia wynosiła 9 osób/km² (wśród 2335 gmin Lotaryngii Mont-l’Étroit plasuje się na 988. miejscu pod względem liczby ludności, natomiast pod względem powierzchni na miejscu 892.).